# Bernostiftung
Die Bernostiftung – Katholische Stiftung für Schule und Erziehung in Mecklenburg und Schleswig-Holstein wurde 2006 als kirchliche Stiftung des öffentlichen Rechts im Erzbistum Hamburg gegründet. Die Stiftung ist Träger aller katholischen Schulen und deren Horte in der Region Mecklenburg und Schleswig-Holstein des Erzbistums Hamburg.

## Stiftungszweck und Namensgeber
Zweck der Stiftung ist die Förderung des katholischen Schul- und Erziehungswesens sowie die Bildung und Erziehung von Kindern und Jugendlichen zu christlicher Lebensgestaltung und Weltverantwortung auf der Grundlage des katholischen Glaubens. Sie verwirklicht diesen Zweck insbesondere durch
- Einrichtung und Trägerschaft,
- Verwaltung und Unterstützung sowie
- Förderung katholischer Schulen sowie anderer Bildungs- und Erziehungseinrichtungen für Kinder und Jugendliche in Mecklenburg und Schleswig-Holstein.

Die Stiftung ist benannt nach Bischof Berno († 14. Januar 1191), dem ersten Bischof im Bistum Schwerin. Sie betrachtet als Basis der Erziehungsarbeit ihrer Einrichtungen das christliche Bild vom Menschen. Neben einer qualifizierten Ausbildung haben deshalb die Persönlichkeitsentwicklung der Kinder und Jugendlichen einen gleich hohen Stellenwert. Bereits während der Schulzeit soll die Bereitschaft gefördert werden, Verantwortung in der Gesellschaft wahrzunehmen. Die Stiftung wurde nach der Gründung bis zum Juli 2018 geleitet durch den Stiftungsdirektor Thomas Weßler. Sein Nachfolger wurde der ehemalige Leiter der Don-Bosco-Schule in Rostock, Bernhard Humpert. Am 1. August 2022 übernahm Christopher Haep, Leiter der Abteilung Schule und Hochschule im Erzbischöflichen Generalvikariat Hamburg, die Aufgaben des Stiftungsdirektors. Die Bernostiftung hat ihren Sitz in Mecklenburg-Vorpommerns Landeshauptstadt Schwerin.

## Geschichte
Die Geschichte der Schulen in Mecklenburg verlief sehr wechselvoll. Im nachreformatorischen Mecklenburg waren es Ausländer und Zugezogene, die für ihre Kinder eine Schulbildung im eigenen Bekenntnis wollten. So konnte 1735 die erste Schule in Schwerin und eine weitere 1853 in Ludwigslust gegründet werden. Beide Schulen wurden nur zögerlich durch die Mehrheitsgesellschaft geduldet. In der Weimarer Demokratie erlebte das katholische Schulwesen, nicht zuletzt durch weitere Neugründungen in Neustrelitz 1924 und Rostock 1929, eine kurze Blütezeit. Die Nationalsozialisten machten der verheißungsvollen Entwicklung des Schulwesens ein Ende. Durch Willkürakte wurden alle Schulen 1938/39 verboten und mussten den Schulbetrieb einstellen. Auch unter den neuen Machthabern nach Kriegsende wurden Wiedergründungsversuche unterbunden. Erst 1994 konnte mit der Niels-Stensen-Schule in Schwerin an die lange Schultradition angeknüpft werden. Es folgten 1998 die Don-Bosco-Schule in Rostock und 2007 die Edith-Stein-Schule in Ludwigslust. Die Wiederaufnahme des Schulbetriebs geschah zunächst in der Form einer Grundschule mit Hort. Die Schulen in Rostock und Schwerin konnten 2005 beziehungsweise 2006 um die Zweige Regionale Schule und Gymnasium erweitert werden.
Auch in Schleswig-Holstein gab es katholische Schulen, die alle durch Nationalsozialisten geschlossen wurden. Die Johannes-Prassek-Schule in Lübeck von 1850, die zum Schuljahr 2011/12 wiedereröffnet wurde, wurde beispielsweise 1938 durch Nationalsozialisten widerrechtlich geschlossen. Das Schulgebäude an der Parade bei der Herz-Jesu-Kirche wurde 1942 bombardiert und zerstört.
Im Juni 2020 kündigten Vertreter des Erzbistums Hamburg an, dass dieses die Schulen der Bernostiftung in Schwerin und Rostock in eigener Trägerschaft übernehmen wolle. Dem widersetzte sich der Stiftungsrat.

## Schulen und Horte
- Don-Bosco-Schule (Rostock) – Grundschule mit Hort, Regionale Schule und Gymnasium
- Edith-Stein-Schule (Ludwigslust) – Grundschule mit Orientierungsstufe
- Johannes-Prassek-Schule (Lübeck) – Grundschule
- Niels-Stensen-Schule (Schwerin) – Grundschule mit Hort, Regionale Schule und Gymnasium